# Valle de Santibáñez
Valle de Santibáñez est une commune d'Espagne dans la communauté autonome de Castille-et-León, province de Burgos. Elle s'étend sur 105,86 km2 et comptait environ 560 habitants en 2011.